# Игра (филм из 1997)
Игра (енгл. The Game) је амерички филмски трилер из 1997. године који је режирао Дејвид Финчер. Главне улоге у филму играју Мајкл Даглас, Шон Пен, Армин Милер-Штал, Дебора Кара Ангер, Џејмс Ребхорн и Питер Донат. Радња филма прати богатог инвестиционог банкара којем брат на рођендан даје тајанствени позив за учешће у игри коју организује једна компанија. Како игра временом постаје све опаснија на видело излазе наговештаји велике завере.
Иако је наишла на позитивне реакције критичара, Игра није остварила значајнији комерцијални успех попут Финчеровог претходног филма Седам (1995). Временом је стекла култни статус међу Финчеровим обожаваоцима, од којих је неки сматрају његовим најпотцењенијим филмом.

## Радња
Николас ван Ортон је богати инвестициони банкар који живи отуђен од своје бивше жене Елизабет и млађег брата Конрада. Прогањају га сећања на самоубиство које је његов отац починио на свој 48. рођендан. За Николасов 48. рођендан, Конрад му поклања необичан поклон − ваучер за „игру” коју нуди компанија која се зове Центар за Рекреацију Клијената (ЦРК). Конрад обећава да ће му то променити живот.
Николас је у почетку сумњичав према компанији, али сусреће колеге банкаре који му говоре како су и они играли исту игру и да су уживали у њој. Он одлази у канцеларију компаније да се пријави, где је упућен на низ неопходних психолошких и физичких тестова. Касније бива обавештен да је његова пријава одбијена. Убрзо, Николас почиње да сумња да су му угрожени посао, репутација, финансије и безбедност. У једном ресторану наилази на конобарицу по имену Кристина, а недуго након што је изашао из ресторана Николас угледа човека који пада на улици и губи свест. Кристина и он зову хитну помоћ али ће се испоставити да иза свега стоји компанија ЦРК.
Касније се Конрад извињава Николасу и говори му како и њега такође нападају људи из ЦРК-а и како им је платио да изађе из игре, али Конрад убрзо проналази кључеве у Никалосовом аутомобилу који припадају ЦРК-у и помисли да иза свега стоји сам Николас. Николас му објашњава да не зна како су ти кључеви доспели у његов аутомобил али овај му не верује. Николас налази Кристинин дом и открива да је она запослена у ЦРК-у и да је њен стан био замка. Кристина каже да их посматрају камере. Недуго затим из беса Николас напада камеру, а наоружани припадници ЦРК-а опколе кућу и пуцају по њима. Николас и Кристина су присиљени да побегну. Кристина му говори да је ЦРК испразнио све његове банковне рачуне користећи се психолошким тестовима да би погодили његове лозинке. У паници, Николас зове своју банку, даје контролни код и сазнаје да нема новца на рачуну. Тек што почне да верује Кристини, схвати да га је дрогирала. Док он губи свест, она признаје да је део преваре и да је учинио фаталну грешку рекавши свој верификациони код.
Николас се пробуди жив заробљен на гробљу у Мексику. Продаје свој златни сат да би се вратио у САД, где је његова кућа дата на продају, већина његових поседа уклоњена, а речено му је да је Конрад предат менталној установи због нервног слома. Узима скривени пиштољ и тражи помоћ своје бивше жене. Док разговара с њом и извињава се због свог занемаривања, открива да је Џим Финголд, запослени у ЦРК-у који је вршио његове тестове, заправо глумац који ради на телевизијским рекламама. Лоцира Финголда и присиљава га да пронађе стварну канцеларију ЦРК-а, након чега узима Кристину као таоца. Николас захтева да разговара са главним човеком компаније. Нападнути од стражара ЦРК-а, Николас одводи Кристину на кров и затвара врата. Чувари почињу да сечу кроз врата. Кристина убрзо схвата да Николас у рукама има прави пиштољ и престрављена је. Она му смирено говори да је све то само игра, односно његов рођендански поклон и да су његове финансије нетакнуте, а његова породица и пријатељи, између осталог и Конрад, чекају на другој страни врата. Он одбија да јој поверује. Врата се отварају, а Николас из непажње упуца Конрада. Недуго затим, Николас скаче са зграде и пада на врећу коју су му припремили јер је све већ било унапред испланирано да се деси; Конрад је жив и честита свoм брату рођендан.
Након рођенданске забаве са пријатељима, Кристина (која открива да је њено право име Клер) одбија Николасову понуду за састанак пошто јој чека још један посао у Аустралији. Она уместо тога, она предлаже да заједно попију кафу на аеродрому.

## Улоге
| Глумац                | Улога             |
| --------------------- | ----------------- |
| Мајкл Даглас          | Николас ван Ортон |
| Шон Пен               | Конрад ван Ортон  |
| Дебора Кара Ангер     | Кристина / Клер   |
| Џејмс Ребхорн         | Џим Финголд       |
| Питер Донат           | Самјуел Садерланд |
| Карол Бејкер          | Илса              |
| Ана Катарина          | Елизабет          |
| Армин Милер-Штал      | Ансон Бер         |
| Чарлс Мартине         | Николасов отац    |
| Скот Хантер Макгвајер | млади Николас     |
| Флорентина Мокану     | Николасова мајка  |
| Елизабет Донахи       | Марија            |
| Керолајн Баркли       | Маги              |
| Данијел Шор           | себе              |

## Реализација
Филм је своју премијеру имао 12. септембра 1997. године у 2.403 биоскопа, зарадивши 14,3 милиона долара. Наставио је да зарађује 48,3 милиона долара у Северној Америци и 61,1 милион долара у остатку света, тако да се укупна зарада у целом свету процењује на 109,4 милиона долара.
Дана 18. септембра 2012. године објављено је и ДВД издање филма.

## Критика
Филм је углавном добио позитивне критике и добре оцене. На сајту Rotten Tomatoes оцењен је са просечном оценом 7,4 од 10, док је на сајту IMDb оцењен са просечном оценом 7,8 од 10.